# إيموتييه
إيموتييه (بالفرنسية: Eymoutiers)‏ هي إحدى بلديات مقاطعة فيين العليا في منطقة أقطانية الجديدة غرب فرنسا.